# Anastrepha fumipennis
Anastrepha fumipennis är en tvåvingeart som beskrevs av Lima 1934. Anastrepha fumipennis ingår i släktet Anastrepha och familjen borrflugor. Inga underarter finns listade i Catalogue of Life.